# Konstal 111N

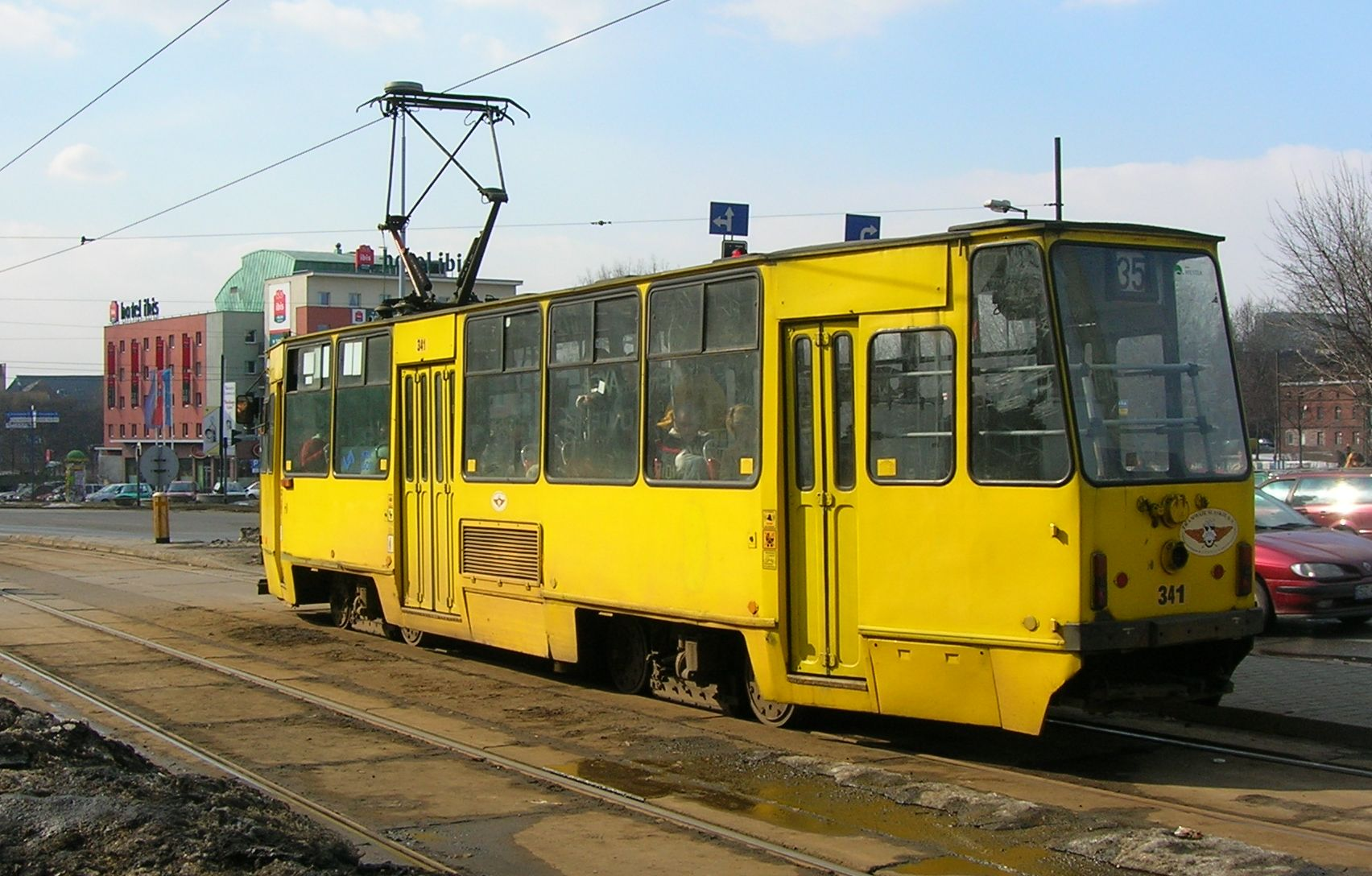
111N w Zabrzu

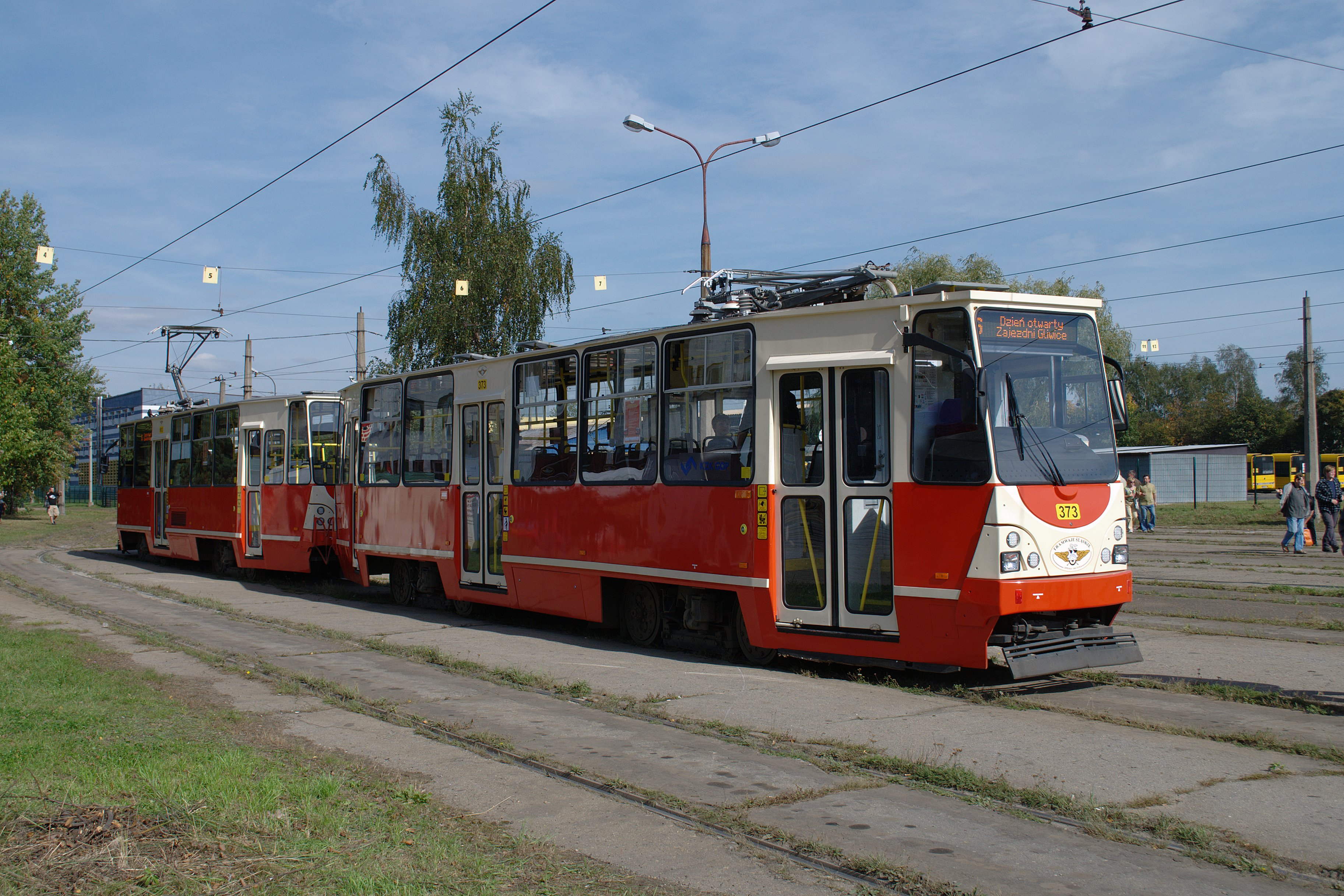
Zmodernizowany w 2012 roku Konstal 111N

Konstal 111N – typ tramwaju wytwarzanego w roku 1993 przez zakłady Konstal w Chorzowie. Tramwaj powstał na potrzeby Gliwic, gdzie niezbędne było użycie wahadłowej komunikacji przy użyciu składów dwukierunkowych w celu obsługi linii nr 4 podczas remontu wiaduktu nad torami kolejowymi w ciągu ulicy Zabrskiej.

## Historia
W 1993 PTK Katowice zamówiło 6 wagonów jednokierunkowych, dwustronych, które po złączeniu tyłami stawały się wagonami dwukierunkowymi. Wagony te miały służyć podczas normalnej eksploatacji jako pojedyncze, natomiast podczas remontów, kiedy nie można wykorzystywać pętli jako wagony dwukierunkowe. Model został zaprezentowany po raz pierwszy 9 czerwca 1993 na terenie Wytwórni Konstrukcji Stalowych "Konstal" w Chorzowie.

## Konstrukcja
111N to jednoczłonowy, dwustronny tramwaj jednokierunkowy – dopiero skład połączonych tyłami wagonów jest dwukierunkowy, gdyż każdy wagon posiada tylko jedną kabinę motorniczego. Początkowo chciano przebudować wagony typu 105Na, ale ostatecznie zbudowano tramwaj od podstaw, tworząc dwustronną wersję 105Na. Z każdej strony wagon posiada po troje harmonijkowych drzwi; siedzenia z prawej strony zainstalowano w kierunku jazdy, z lewej zaś – w przeciwnym. Stopnie i drzwi wykonano w całości z aluminium i elementów syntetycznych, odpornych na korozję. Rezygnacja z czwartej pary drzwi była krytykowana, ponieważ spowalniało to wymianę pasażerską. Wewnątrz umocowano siedzenia o ergonomicznym kształcie.
W układzie napędowym zastosowano silniki wolnoobrotowe oraz zrezygnowano ze sprzęgła przeciążeniowego.
W 2012 roku dwa wagony tego typu (o numerach taborowych 373 i 613) Tramwaje Śląskie zmodernizowały w swoich zakładach naprawczych w Chorzowie Batorym. Wagony przeszły generalny remont; odnowiono pudła i nałożono nowy lakier, wymieniono siedzenia na tapicerowane, położono nową wykładzinę podłogową, wymieniono laminaty ścian kabiny pasażerskiej, zamontowano nowe oświetlenie i grzejniki, a także elektroniczne wyświetlacze i diodowe światła. Wagony otrzymały przody według wzoru stosowanego podczas modernizacji innych tramwajów w tych zakładach, wymieniono szyberdachy, wstawiono nowe okna. Podczas modernizacji wagony pozbawiono charakterystycznych harmonijkowych drzwi, wstawiając w to miejsce klasyczne drzwi płatowe otwierane do wewnątrz (nowe skrzydła drzwi i nowe mechanizmy drzwiowe). Modernizacja i wymiana drzwi spowodowała niewielkie zmniejszenie powierzchni do stania dla pasażerów ze względu na konieczność poszerzenia stopni wejściowych tak by umożliwić w pełni otwieranie nowych drzwi (zajmujących po otwarciu więcej miejsca od stosowanych wcześniej łamanych drzwi harmonijkowych).

## Dostawy
| Państwo        | Region                 | Typ            | Lata dostaw    | Liczba | Numery taborowe              |       |
| -------------- | ---------------------- | -------------- | -------------- | ------ | ---------------------------- | ----- |
| Polska         | Konurbacja górnośląska | 111N           | 1993           | 6      | 341, 342, 360, 373, 406, 613 | [ 3 ] |
| Łączna liczba: | Łączna liczba:         | Łączna liczba: | Łączna liczba: | 6      |                              |       |

## Eksploatacja
Wyprodukowane w liczbie 6 sztuk tramwaje eksploatowane są przez Tramwaje Śląskie w ruchu wahadłowym lub jeżdżą pojedynczo.

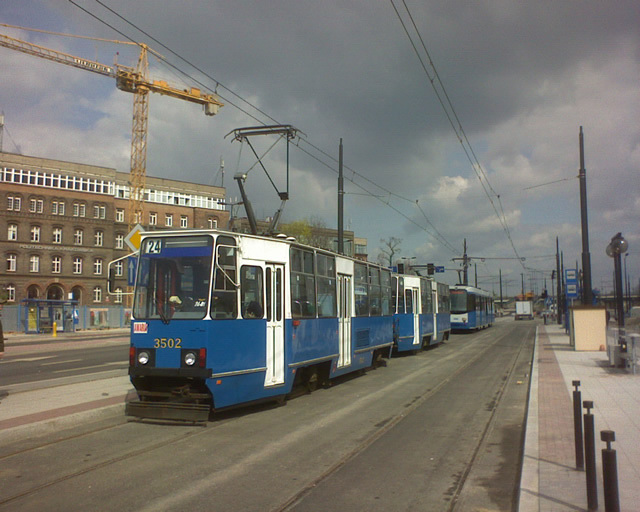
Tramwaj 111N podczas wypożyczenia ich przez MPK Kraków

Wagony te użytkowane były na zasadzie wypożyczenia także w MPK w Krakowie od września 2006 roku do lipca 2008 roku, były to wagony nr 341 i 342. W Krakowie zostały przemalowane w barwy biało-niebieskie i otrzymały numery 3501 oraz 3502. Obsługiwały początkowo linię nr 30 Dworzec Główny Zachód (Galeria krakowska) – Filharmonia – Dworzec Główny Zachód (wrzesień 2006- styczeń 2007) oraz następnie linię 24 Bronowice – Politechnika (styczeń 2007 – sierpień 2007) ze względu na brak pętli do zawracania na ulicy Pawiej. Następnie wykorzystywane były w regularnym ruchu pasażerskim, a od kwietnia 2008 roku do lipca 2008 roku znowu zostały wysłane do obsługi zastępczej linii tramwajowej na czas remontu Ronda Grzegórzeckiego – linia ta nie posiadała pętli do zawracania, a jedynie końcówkę. W sierpniu 2008 roku przemalowano je znów w barwy Tramwajów Śląskich i zostały one oddane Tramwajom Śląskim.